# ونسا ترامپ
ونسا کی هایدون ترامپ (به انگلیسی: Vanessa Kay Haydon Trump) (زادهٔ ۱۸ دسامبر ۱۹۷۷) فعال اجتماعی، بازیگر و مدل سابق اهل ایالات متحده آمریکا است. او در سال ۲۰۰۵ با دونالد ترامپ جونیور ازدواج کرد؛ آن‌ها در سال ۲۰۱۸ طلاق گرفتند. وی در شهر نیویورک متولد شده‌است.